# ビルベイス
ビルベイス（英語: Bilbeis、アラビア語: بلبيس, コプト語ボハイラ方言:Ⲫⲉⲗⲃⲉⲥ/Ⲫⲉⲗⲃⲏⲥ ローマ字転記:Phelbes/Phelbēs フェルベース）は、エジプトのシャルキーヤ県にある都市である。ナイル川デルタ南部の東の縁にあり、古代からの要塞都市でもあった。
ビルベイス市の市街地は比較的小さいが、人口は密集しており40万人を超える。市街地の北方にはナイル川の分流が流れ、南方にはスエズ運河とカイロを結び真水を運河沿いの諸都市に送るイスマイリア運河も流れる。市街地の北側と西側はナイル川デルタの農村だが、東と南は灌漑農業が行われる台地になっており、現在はさらに南の砂漠に首都圏のニュータウンであるオブール市、ラマダン10日市、ニューカイロ市、新行政首都などが広がっている。
市街地の南東にはエジプト空軍の基地および空軍士官学校がある。

## 歴史

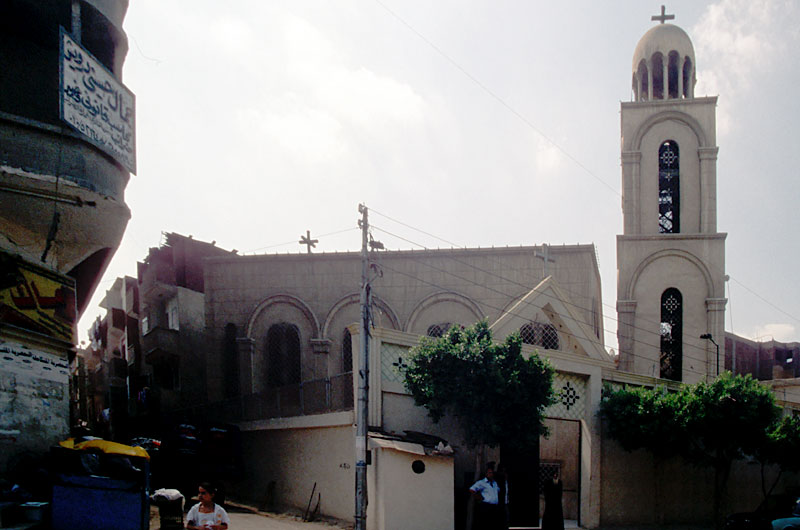
ビルベイスの聖ゲオルグ聖堂

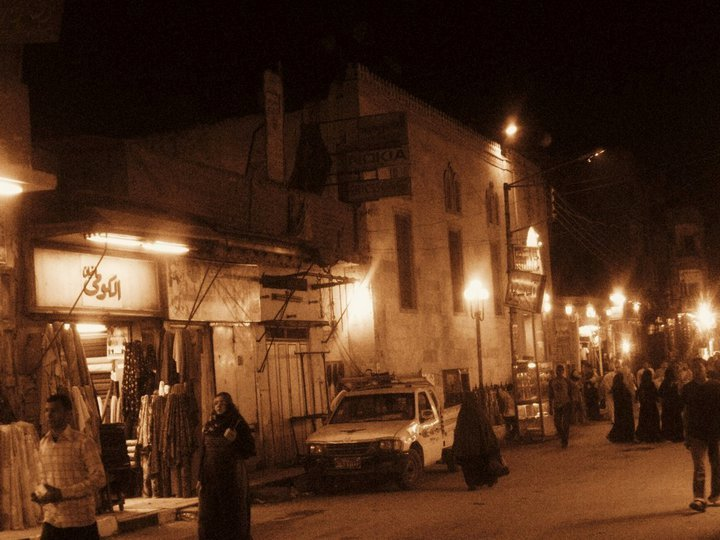
ビルベイスのサダト・クライシュ・モスク

ビルベイスは古代ローマ時代にはすでに重要都市であり、古代キリスト教の司教座も置かれていた。
ローマ・カトリック教会は現在でもビルベイスに名義司教座（フェルベス司教座、bishopric of Phelbes）を置いている。コプト正教会の伝統では、聖家族がエジプトへの逃避の際に立ち寄った場所の一つがビルベイスであるとされる。
ビルベイスはシリアとエジプトを結ぶ道の途上にあり、隊商による交易が栄えたほか、東方からの侵入者の進軍路ともなってきた。640年にはイスラム教を奉じるアラブ人が東ローマ帝国領のエジプトに侵入し、アムル・イブン・アル＝アースの軍勢がビルベイスを包囲・占領した。ビルベイス市内のサダト・クライシュ・モスクはこの年にイブン・アル＝アースが築いたエジプト最古のモスクともいわれる。ムスリムの伝統では、ムハンマドと文通したエジプトの支配者アル＝ムカウキスの娘アルマヌサがビルベイスに住んでいたといわれる。727年にはアラブ人のカイス族の人々がこの地に入植し、カイロを守る要塞網を建設した。
ファーティマ朝の末期、内戦への介入を求められてシリアからエジプトに攻めてきたシール・クーフは、1164年にエジプト退去を拒んでビルベイスに籠城したが、宰相シャーワルとエルサレム王国国王アモーリー1世の連合軍に包囲されて退却した。1168年にはアモーリー1世の軍がエジプトを攻め、11月4日にビルベイスは陥落して住民が虐殺された。この事件でファーティマ朝におけるアモーリーへの反感が増し、最終的にアモーリーはエジプトから退却し、シャーワルを殺して新たな宰相についたサラディンによりエルサレム王国は圧迫されることになる。